# Фрімонт (Нью-Гемпшир)
Фрімонт (англ. Fremont) — місто (англ. town) в США, в окрузі Рокінґгем штату Нью-Гемпшир. Населення — 4739 осіб (2020).

## Демографія
Згідно з переписом 2010 року, у місті мешкали 4283 особи в 1508 домогосподарствах у складі 1210 родин. Було 1573 помешкання
Расовий склад населення:
| - 97,5 % — білих - 0,3 % — азіатів - 0,2 % — чорних або афроамериканців - 0,1 % — корінних американців |

До двох чи більше рас належало 1,5 %. Частка іспаномовних становила 1,3 % від усіх жителів.
За віковим діапазоном населення розподілялося таким чином: 25,1 % — особи молодші 18 років, 64,7 % — особи у віці 18—64 років, 10,2 % — особи у віці 65 років та старші. Медіана віку мешканця становила 40,5 року. На 100 осіб жіночої статі у місті припадало 98,2 чоловіків;  на 100 жінок у віці від 18 років та старших — 96,3 чоловіків також старших 18 років.
Середній дохід на одне домашнє господарство  становив 113 298 доларів США (медіана — 90 709), а середній дохід на одну сім'ю — 119 589 доларів (медіана — 103 083). Медіана доходів становила 65 030 доларів для чоловіків та 54 934 долари для жінок. За межею бідності перебувало 2,7 % осіб, у тому числі 0,0 % дітей у віці до 18 років та 2,8 % осіб у віці 65 років та старших.
Цивільне працевлаштоване населення становило 2711 осіб. Основні галузі зайнятості: освіта, охорона здоров'я та соціальна допомога — 23,3 %, виробництво — 13,2 %, науковці, спеціалісти, менеджери — 11,2 %, роздрібна торгівля — 11,0 %.